# Pantanalbekassine
Die Pantanalbekassine (Gallinago paraguaiae) auch Azarabekassine oder Paraguaybekassine genannt, ist eine Vogelart aus der Familie der Schnepfenvögel (Scolopacidae), die auf Trinidad, in Kolumbien, Venezuela, Guyana, Suriname, Französisch-Guayana, Brasilien, Ecuador, Peru, Bolivien, Paraguay, Argentinien und Uruguay vorkommt. Der Bestand wird von der IUCN als nicht gefährdet (Least Concern) eingeschätzt. Lange wurde die Magellanbekassine (Gallinago magellanica (King, 1828)) als Unterart betrachtet, bis 2019 Edward H. Miller, Juan Ignacio Areta, Alvaro Jaramillo, Santiago Imberti und  Ricardo Matus beide aufgrund von deutlichen Stimmunterschieden als eigene Arten aufspalteten.

## Merkmale
Die männliche Pantanalbekassine erreicht ein Körpergewicht von 106 bis 139 g bei einer Körperlänge von etwa 26 bis 30 cm. Die Weibchen sind mit 113 bis 182,9 g etwas schwerer und größer. Sie ist ein kräftiger Watvogel mit hohem Körper, einem quadratischen Kopf mit weit hinten liegenden Augen, einem kurzen Hals, einem sehr langen, geraden, dicken Schnabel und kurzen Beinen. Das Gefieder ist grundsätzlich braun mit weißem Bauch und gestreiftem Kopf, einem überwiegend mattrosa Schnabel mit schwarzer Spitze und gelblichen Beinen. Die Oberseite ist stark mit weißlichen, gelbbraunen und rötlichen Streifen, Flecken und Schnörkeln auf schwarzbraunem Hintergrund gezeichnet. Die Brust ist unregelmäßig und fein gesprenkelt, die Flanken sind unregelmäßig gebändert. Der Schwanz ist auf der Oberseite überwiegend rötlich mit unregelmäßigen Bändern und weißen Spitzen. Es gibt keine saisonalen Varianten. Jungtiere ähneln ausgewachsenen Vögeln, doch sind die Flügeldecken hübscher gesäumt und blassgelb.

## Lautäußerungen
Während der Brutzeit gibt die Pantanalbekassine zwei Arten von Grundrufen (Schnell- und Langsam-Schnell) sowie einen kreisenden Balzlaut im Flug von sich.  Im restlichen Jahr kann man außerdem ein Flug- und ein Fluchtruf hören. Die langsamen Töne bestehen aus einer Folge identischer Töne mit ca. 5 Tönen pro Sekunde, die langsam und gleichmäßig wiederholt werden und wie ...kek..kek..kek..kek..kek... klingen. Sie dauern um ⁓0,03 Sekunden. Der Frequenz liegt zwischen 1 und 3 kHz und damit deutlich über der Grundfrequenz. Ihr Ruf beginnt möglicherweise mit geringer Lautstärke und wird allmählich lauter. Die schnelleren Töne bestehen ebenfalls aus einer Reihe identischer Töne, die schnell und gleichmäßig in etwa 11 Töne pro Sekunde wiederholt werden. Sie sind sehr ähnlich wie die langsamen Tönen, was die Tonform und die Toneigenschaften betrifft, werden aber etwa doppelt so schnell vorgetragen. Dies führt zu froschartigen Lautäußerung, die wie kekkekkekkekkekkekkekkek klingen. Auch hier beginnt der Ruf möglicherweise leiser und wird allmählich lauter. Der Flugruf sind kurze, krächzende Töne, die einzeln oder doppelt erklingen und in unregelmäßigen Abständen wiederholt werden. Dieses klingt wie ..kek......kek...kek-kek.... Beim Fluchtflug, z. B. wenn sie aufgescheucht wird, werden normalerweise zwei oder mehr krächzende Töne in schnellem Tempo erzeugt. Diese klingen wie KEK.kek.kek.....kek.kek.... Bettelnde Küken geben einen gleichmäßige Pfiff von sich, der wie piu...piu..piu... klingt. Er hat eine Tondauer von ⁓0,25 Sekunden, und eine maximale Frequenz von ⁓5 kHz Das Tempo ist etwa 1 Ton/Sekunde.

## Fortpflanzung
In Uruguay wurden im Mai Eier entdeckt. Der Zeitraum scheint aber eher untypisch. Auf Trinidad brütet die Pantanalbekassine von Mai bis Oktober, während in den Llanos Venezuelas von Mai bis September intensive Balzflüge stattfinden. Dieses Verhalten muss nicht unbedingt ein Indikator sein, denn im südlichen Brasilien finden diese Flüge das ganze Jahr statt. Hier wurden Eier und Junge im Februar, Juni, August und September beobachtet. Das Gelege der Pantanalbekassine besteht normalerweise aus vier Eiern. Die Farbe der Eier ist cremefarben bis graugelb mit bräunlich grauen bis grauen Markierungen besonders am breiteren Ende. Die Größe ist 38,7 bis 42,5 mm × 27,7 bis 32,5 mm. Die flaumigen Küken sind dunkel kastanienbraun mit einem komplexen Muster aus weißen Bändern mit schwarzer Umrandung über Kopf, Hals und Brust und winzigen, aber dicht gepackten weißen Puderfläumen.

## Verhalten und Ernährung
Die Pantanalbekassine ernährt sich hauptsächlich von Wirbellosen, z. B. von Insektenlarven und Regenwürmern. Sie stochert bei der Nahrungssuche im Schlamm, ähnlich wie die Bekassine (Gallinago gallinago). Meist wird sie als Einzelgänger beobachtet.

## Verbreitung und Lebensraum

Verbreitungsgebiet (grün) der Pantanalbekassine, allerdings ist hier noch das Verbreitungsgebiet der Magellanbekassine mit berücksichtigt.

Die Pantanalbekassine bevorzugt typischerweise feuchte Grassavannen. In Venezuela wurde sie in Höhenlagen bis 1300 Meter, in Peru wahrscheinlich in Höhenlagen bis auf 2200 Meter und in Bolivien in Höhenlagen bis auf 2600 Meter gesichtet. Im Allgemeinen ist sie aber lieber in niedrigen Höhenlagen unterwegs.

## Migration
Die Pantanalbekassine gilt im Allgemeinen als Standvogel. In einigen Gebieten führt sie während des Südwinters kurze saisonale Wanderungen in dauerhafte Sumpfgebiete durch. Beobachtungen an der Nordwestküste Perus wurden als Pantanalbekassine identifiziert, könnten aber auch umherziehende Wilsonbekassinen (Gallinago delicata) gewesen sein.

## Etymologie und Forschungsgeschichte
Die Erstbeschreibung der Pantanalbekassine erfolgte 1816 durch Louis Pierre Vieillot unter dem Namen Scolopax Paraguaiae. Als Verbreitungsgebiet gab er Paraguay an und bezog sich dabei auf Becasina de la becasina von Félix de Azara. 1760 führte Mathurin-Jacques Brisson die für die Wissenschaft neue Gattung Gallinago ein. Der Begriff ist ein Wortgebilde aus lateinisch gallina, gallus ‚Henne, Hahn‘ und lateinisch -ago ‚ähnlich, ähnelnd‘. Der Artname paraguaiae bezieht sich auf Paraguay. Alfred Laubmann hatte für sein Werk Die Vögel von Paraguay fünf Bälge, gesammelt von Hans Krieg (1888–1970), Eugen Josef Robert Schuhmacher (1906–1973) und Michael Mathias Kiefer (1902–1980), zur Verfügung. Diese stammten aus Benjamín Aceval im Departamento Presidente Hayes, Puerto Casado im Departamento Alto Paraguay, vom Bergland des Río Apa und aus Nueva Germania. In Scolopax brasiliensis Swainson, 1832 und in Scolopax frenata Lichtenstein, 1823 sah er Synonyme zur Nominatform.